# Henryk Jabłoński
Henryk Jan Jabłoński (Sztari-Valisev, Orosz Birodalom, 1909. december 27. – Varsó, 2003. január 27.) lengyel kommunista politikus, történész. 1972-től 1985-ig a Lengyel Népköztársaság államtanácsának elnökeként Lengyelország államfője volt.

## Élete
Az akkor még orosz fennhatóság alatt álló Lovics (ma Łowicz) közelében született. Felsőfokú tanulmányait a Varsói Egyetemen végezte. 1931-ben lépett be a Lengyel Szocialista Pártba. A második világháború során, 1940-ben harcolt a narviki csatában, majd csatlakozott a francia ellenállási mozgalomban küzdő honfitársaihoz.
A világháború lezárultával hazatért, s 1945-ben az Országos Nemzeti Tanács (KRN) tagja lett. Ezzel párhuzamosan 1946 és 1948 között magas funkciókat töltött be a Lengyel Szocialista Pártban, a központi bizottság titkára és alelnöke is volt. 1947-től 1972-ig a lengyel parlament, a szejm képviselője volt. 1948-ban támogatta a Lengyel Munkáspárttal való egyesülést, ezzel a Lengyel Egyesült Munkáspárt (LEMP) létrejöttét. 1948 és 1981 között a LEMP központi bizottságának, 1971 után politikai bizottságának tagja volt.
Politikai pályája főként szakpolitikai pozíciók betöltésével indult. 1947-től 1953-ig oktatásügyiminiszter-helyettesként tevékenykedett, 1965–1966-ban miniszterként vezette a felsőoktatási tárcát, 1966-tól 1972-ig pedig köz- és felsőoktatási miniszter volt. Edward Gierek pártfőtitkár javaslatára 1972-ben őt nevezték ki az államtanács elnökévé, ezzel de iure Lengyelország államfője lett, s 1985-ig ő töltötte be a posztot. Ezzel egyidejűleg, 1976-tól 1983-ig irányította a Nemzeti Egységfront (FJN) tevékenységét. Ezt követően 1983-tól 1990-ig a második világháborús veteránok párton belüli szövetségét, a ZBoWiD-ot elnökölte.
Politikai pályafutásával párhuzamosan 1948-ban nevezték ki a Varsói Egyetem történelemprofesszorává, fő kutatási területe az első világháború és a Második Lengyel Köztársaság múltjának feltárása volt. 1952-ben a Lengyel Tudományos Akadémia tagjává választották, emellett 1955-től 1965-ig a testület tudományos titkára, 1966-tól 1971-ig pedig – köz- és felsőoktatási miniszterként – alelnöke volt.

## Fordítás
- Ez a szócikk részben vagy egészben  a   Henryk Jabłoński című angol Wikipédia-szócikk ezen változatának fordításán alapul.  Az eredeti cikk szerkesztőit annak laptörténete sorolja fel. Ez a jelzés csupán a megfogalmazás eredetét és a szerzői jogokat jelzi, nem szolgál a cikkben szereplő információk forrásmegjelöléseként.